# Битинија
Битинија или Витинија (антгрч. Βιθυνία [, модерно ]) је била античка регија, краљевство и римска провинција на северозападу Мале Азије, омеђена Пропонтисом, трачким Босфором и Еуксином (данашње Црно море).

## Опис
На плодним обалама Пропонтиса (данашње Мраморно море) се у античко доба налазило неколико важних градова: Никомедија, Халкедон, Киос и Апамеја. Битинија је такође позната по Никеји, граду одакле потиче Никејски симбол вере.
Битинија је према Страбону на истоку граничила с реком Сангаријус (савремена Сакарја), али се чешће као источна граница наводио Партениј, који је делио од Пафлагоније, створивши област коју су настањивали Маријандинци. На западу и југозападу је од Мизије делила река Риндак, а на југу се граничила с Фригијом, Епиктетом и Галатијом.
У њој су биле планине и шуме, али и долине и обална подручја с плодном земљом. Најпознатија планина је био „Мизијски“ Олимп (2300 m), који се налази из данашње Бурсе и може се видети из 113 km удаљеног Истанбула. Врхови су му највећи део године прекривени снегом.
Друга планина се простире 160 км на исток од Сакарја до Пафлагоније. Оба горја чине границу висоравни Анадолије. Област која се простире на запад све до обала Босфора, иако прекривен дрвећем — турски Аğаç Денизи, или „Океан дрвећа“ — не припада планинском ланцу. У западној обали се налазе дубоки заливи, од који је најсевернији Залив Измит (древни Астачки залив), који продире 65-80 км у унутрашњост све до Измита (древна Никомедија), с тиме да га само превлака од 40 km дели од Црног мора; и Муданијски залив или Гемлик (Кијски залив), који је дуг 40 км. На његовом крају је град Гемлик (древни Киос), који се налази у долини којој припада и Никеја.
Главне реке су Сакарја која пролази провинцијом од југа на север; Риндак, који је дели од Милзије; и Билеј, која извире у Аладагу, око 80 км од мора, те пролазећи кроз данашњи Болу (древни Битинион-Клаудиопољ) утиче у Еуксин, близу рушевина древног Тиума, око 64 км североисточно од Хераклеје Понтске (савремени Карадениз Ерегли), с укупном дужином од 160 км. Партениј (савремени Бартин), источна граница провинције, је далеко мање важна река.
Долине река које утичу у Црно море су пуне свих вста воћа, као што су поморанџе, док је долина Сангарје и равнице крај Бурсе и Никеје плодне и добро обрађене. Велике плантаже дудова дају свилу по којој је позната Бурса.

## Историја
Према древним ауторима (Херодот, Ксенофонт, Страбон и др.), Битинијци су били трачко досељеничко племе. У Тракији постоје докази о постојању племена Тинијаца, а претпоставља се да су два сродна племена - Тинијци и Битинијци - заједно населили суседна подручја Мале Азије те истерали или покорили домаће Мизијце, Кауконце и друга домаћа племена, док су се Маријандинци одржали на североистоку. Херодот спомиње како су Тинијци и Битинијци живели једни крај других; међутим, потоњи су се с временом наметнули као хегемон, јер се по њима назива земља. Краљ Крез их је покорио и прикључио своме Лидијском краљевству, а 546. п. н. е. су пали под персијску власт и постали део сатрапије Фригије, која је обухватала све земље до Хелеспонта и Босфора.

### Краљевство Битинија
У 4. веку п. н. е. Битинија је, вероватно користећи унутрашње сукобе у Персијском царству успела стећи одређену аутономију, а можда чак и независност под домаћим кнезовима као што су Бас и Зипоит I. Потоњи је, користећи хаос изазван ратовима дијадоха себе прогласио краљем године 297. п. н. е.. Његов син и наследник Никомед I је основао град Никомедија, који ће с временом постати важно економско и културно средиште, те је за време његове дуге владавине (око 278 – око. 255. п. н. е.), као и владавине његових наследника Прусије I, Прусије II и Никомеда II (149 – 91. п. н. е.), краљевство Битинија постало једно од важнијих међу тадашњим монархијама Анадолије. Последњи краљ Никомед IV се, међутим, није успео одупрети Митридату VI од Понта, те се, након што га је римски сенат вратио на престо, одлучио тестаментом оставити своје краљевство Римској републици (74. п. н. е.). Краљеви су иза себе оставили кованице које показују њихове краљевске портртете гравиране у рафинираном хеленистичком стилу.

### Римска провинција
Док је била римска провинција, границе Битиније су се често мењале, јер је из административних разлога спајана с Понтом. То је било и у време Трајана, када је Плиније Млађи именован гувернером сједињених провинција (109/110 – 111/112), а захваљујући чијим списима везаним уз такве околности данас постоје вредне информације о систему римске провинцијске управе.
Битинија је изазивала велику пажњу због стратешког положаја између северних граница на Дунаву и југоисточних граница на Еуфрату. Како би се осигурале источне провинције године 562. је саграђен монументални мост на реци Сангарији.

## Знамените личности
- Теодосије (2. век п. н. е.) грчки астроном и математичар.
- Антиној (2. век) катамит римског цара Хадријана.
- Касије Дион (2.-3. век) римски историчар, сенатор и конзул.